# Poecilosomella biseta
Poecilosomella biseta är en tvåvingeart som beskrevs av Dong, Yang och Hayashi 2006. Poecilosomella biseta ingår i släktet Poecilosomella och familjen hoppflugor. Inga underarter finns listade i Catalogue of Life.